# Acrolophinae
De Acrolophinae zijn een groep van vlinders uit de superfamilie Tineoidea die in recentere classificaties de status van onderfamilie van de familie Tineidae (echte motten) krijgt. Voorheen werd dit taxon wel als zelfstandige familie Acrolophidae beschouwd. De groep telt ongeveer 300 soorten in vijf geslachten, die alle in de Nieuwe Wereld voorkomen. Het typegeslacht is Acrolophus.

## Geslachten
- Acrolophus Poey, 1832
- Amydria Clemens, 1859
- Drastea Walsingham, 1914
- Exoncotis Meyrick, 1919
- Ptilopsaltis Meyrick, 1935